# 東郷町 (半田市)
東郷町（とうごうちょう）は、愛知県半田市の地名。

## 地理
半田市南部に位置する。東は有楽町、西は宮本町、北は春日町に接する。

## 歴史

### 人口の変遷
国勢調査による人口および世帯数の推移。
| 1995年（平成7年）  | 208世帯 608人 |  |
| 2000年（平成12年） | 203世帯 555人 |  |
| 2005年（平成17年） | 213世帯 530人 |  |
| 2010年（平成22年） | 210世帯 494人 |  |
| 2015年（平成27年） | 262世帯 540人 |  |
| 2020年（令和2年）  | 287世帯 561人 |  |

### 沿革
- 1957年（昭和32年） - 半田市成岩から同市東郷町が成立[2]。

## 交通
- 名鉄河和線[1]
- 国道247号[1]
- 愛知県道半田常滑線[1]

## 施設
- 西山浄土宗常楽寺[1]

東郷町2丁目に所在。西山浄土宗に所属し、阿弥陀如来を本尊としている。文明16年（1484年）、法然から数えて9代目の法孫空観栄覚が、当地にあった創建年代不詳の天台宗寺院を浄土宗に改宗したことに始まるという。
- 超世院[1]
- 遣浄院[1]
- 真如院[1]

東郷町2丁目に所在。西山浄土宗に所属し、阿弥陀如来立像を本尊としている。常楽寺の塔頭であり、寛永5年（1628年）に勤養庵なる隠居庵として常楽寺の玄敬が結んだのが始まりである。文化4年12月17日に真如院と改称した。1953年（昭和28年）、本堂および茶室が改築されている。
- 来迎院[1]
- 西薬師教会[1]
- 半田市消防団西成岩分団[1]

- 常楽寺

### WEB
1. ↑  “愛知県半田市の町丁・字一覧”.   人口統計ラボ. 2023年11月25日閲覧。
2. 1 2  総務省統計局 (2022年2月10日). “令和2年国勢調査の調査結果(e-Stat) - 男女別人口，外国人人口及び世帯数－町丁・字等” (CSV). 2023年8月2日閲覧。
3. ↑  “愛知県半田市の郵便番号一覧”.   日本郵便. 2023年11月25日閲覧。
4. ↑  “市外局番の一覧” (PDF).   総務省 (2022年3月1日). 2022年3月22日閲覧。
5. ↑  総務省統計局 (2014年3月28日). “平成7年国勢調査の調査結果(e-Stat) - 男女別人口及び世帯数 －町丁・字等” (CSV). 2021年7月20日閲覧。
6. ↑  総務省統計局 (2014年5月30日). “平成12年国勢調査の調査結果(e-Stat) - 男女別人口及び世帯数 －町丁・字等” (CSV). 2021年7月20日閲覧。
7. ↑  総務省統計局 (2014年6月27日). “平成17年国勢調査の調査結果(e-Stat) - 男女別人口及び世帯数 －町丁・字等” (CSV). 2021年7月21日閲覧。
8. ↑  総務省統計局 (2012年1月20日). “平成22年国勢調査の調査結果(e-Stat) - 男女別人口及び世帯数 －町丁・字等” (CSV). 2021年7月21日閲覧。
9. ↑  総務省統計局 (2017年1月27日). “平成27年国勢調査の調査結果(e-Stat) - 男女別人口及び世帯数 －町丁・字等” (CSV). 2021年7月21日閲覧。

### 書籍
1. 1 2 3 4 5 6 7 8 9 10 11 12  「角川日本地名大辞典」編纂委員会 1989, p. 1820.
2. ↑  「角川日本地名大辞典」編纂委員会 1989, p. 874.
3. 1 2 3  愛知県史誌出版協会編集事務局 1986, p. 225.
4. 1 2  愛知県史誌出版協会編集事務局 1986, p. 227.
5. ↑  愛知県史誌出版協会編集事務局 1986, pp. 227–228.
6. 1 2  愛知県史誌出版協会編集事務局 1986, p. 228.